# Anchistylis longipes
Anchistylis longipes är en kräftdjursart som beskrevs av Hale 1945. Anchistylis longipes ingår i släktet Anchistylis och familjen Diastylidae. Inga underarter finns listade i Catalogue of Life.